# Cuestión de lugar
Cuestión de lugar es el título del primer y único álbum de estudio de La Banda Azul bajo la producción de Manuel Garrido-Lecca y Wicho García.

## Información
Este es el único álbum de estudio que haría La Banda Azul, ya que después se separarían, en el cual se pueden oír clara influencias Miki González y de disconformidad social.

...»
Wicho García

## Sencillos
- «Yo lo vi, pero no sé nada», «Señora Burocracia», «El acuerdo nacional» y «Me da igual» están incluidos en el EP de La Banda Azul con la discográfica EMI Music llamado "La Banda Azul", lanzado el año de 1996.

## Lista de canciones
1. Cuestión de lugar
2. Máscaras
3. Pronóstico reservado
4. Siempre igual
5. Utopías
6. Yo lo vi, pero no sé nada
7. Baila (Ritmo dislocado)
8. Pedacitos
9. Skirymici
10. Destinos
11. La data mata
12. Los aliados están cansados